# Vivian Motzfeldt
Vivian Motzfeldt (født 10. juni 1972) er en grønlandsk politiker (Siumut). Hun har været minister for udenrigsanliggender, erhverv og handel siden 5. april 2022. I marts 2025 blev hun formand for Siumut, da forgængeren Erik Jensen trak sig efter partiets valgnederlag ved parlamentsvalget i samme måned. Hun trådte tilbage fra posten i juni.

## Opvækst, uddannelse og erhverv
Vivian Motzfeldt er datter af fåreholder Christian Motzfeldt og hans kone Ruth på fåreholderstedet Upernaviarsuk lidt øst for Qaqortoq. Fra hun var syv år gammel boede hun på skolehjem i Qaqortoq sammen med tre storebrødre men kom hjem til familien i weekender og ferier.
Hun gik på gymnasiet i Qaqortoq 1989-1993 med et indskudt år som AFS-udvekslingsstudent i USA 1990-1991. Hun læste til lærer på Grønlands Seminarium (Ilinniarfissuaq) 1994-1997 og fik en bachelorgrad i kultur- og samfundshistorie ved Grønlands Universitet (Ilisimatusarfik) 1998-2000.
Motzfeldt var lærer på en folkeskole i Nuuk 1997-1998 og gymnasielærer i Nuuk 2002-2003. Hun var lærer i perioden 2003-2005 på projektet Matu, en institution i Nuuk som hjalp unge med voldsproblemer. Fra 2005 til 2007 var hun lærer på en folkeskole i Nuuk, og 2010-2014 var hun lærer på Campus Kujalleq, som er gymnasium og erhvervskole i Qaqortoq.

## Politisk karriere
Motzfeldt stillede op ved landstingsvalget i 2005 og folketingstingsvalget i 2007 men fik ikke stemmer nok til valg. Hun stillede ikke op til valg igen før ved inatsisartutvalget i 2014 hvor hun blev 2. stedfortræder for Siumut. Fordi Siumut fik fem ministre i Naalakkersuisut, hvoraf de fire fik orlov fra Inatsisartut, kom Motzfeldt ind som stedfortræder.
Hun var formand for forfatningskommissionen 2017-2018. Hun blev også medlem af Siumuts hovedbestyrelse og forretningsudvalg i 2017.
Ved inatsisartutvalget 2018 blev hun valgt med 206 stemmer, og hun kom med i det nye Naalakkersuisut som minister for uddannelse, kultur, kirke og udenrigsanliggender. Hun havde posten fra 15. maj 2018 til 3. oktober 2018. Da Naleraq forlod Naalakkersuisut i oktober, udtrådte hun for at blive ny formand for Inatsisartut efter Hans Enoksen.
Motzfeldt stillede op til formandsvalget på Siumuts landsmøde 29. november 2020, men udgik i første valgrunde med kun 7 af i alt 71 stemmer. Erik Jensen vandt valget over den siddende formand Kim Kielsen, og Motzfeldt fik næstformandsposten.
Hun blev genvalgt til Inatsisartut ved valget i 2021 med 238 stemmer. Efter valget blev hun minister for udenrigsanliggender, erhverv og handel i Regeringen Múte Bourup Egede I fra 23. paril 2021, mens Hans Enoksen fik hendes hidtidige post som formand for Inatsisartut. Motzfeldt fortsatte med de samme ministerposter i Egedes anden regering med start 5. april 2022.
I marts 2025 efterfulgte Motzfeldt Erik Jensen som formand for Siumut, da han trak sig dagen efter valgnederlaget ved parlamentsvalget i Grønland 2025. Ved et ekstraordinært landsmøde i partiet i juni samme år tabte hun formandsvalget til Aleqa Hammond.

## Privatliv
Motzfeldt er gift med politikeren Jørgen Wæver Johansen. De har fire børn.

## Hæder
Hun blev tildelt Grønlands fortjenstmedalje, Nersornaat, i guld i 2021 for hendes politiske arbejde og formandskab for Inatsisartut.